# Festival de Pâques (Chartres)
Le Festival de Pâques est un festival qui s'est déroulé annuellement de 2003 à 2010 durant le week-end de Pâques, dans la ville française de Chartres.

## Historique
Le Festival a été lancé en 2003 par Jean-Baptiste Fourtané, directeur marketing de Famille chrétienne et habitant à Chartres. Mgr Bernard-Nicolas Aubertin lui a accordé un important soutien (renouvelé par Mgr Michel Pansard, qui lui a succédé), et a demandé à la Communauté du Chemin Neuf d'aider au lancement du festival, notamment en prêtant ses locaux au secrétariat ; en s'occupant, durant les huit années du Festival, de la liturgie de la cathédrale Notre-Dame de Chartres pendant toute la durée de la manifestation ; et en assurant le suivi spirituel des bénévoles venus encadrer le festival.
Le festival de Pâques a été reconnu comme le festival musical chrétien le plus important en France des années 2000, avec une programmation composée par des artistes nationaux et internationaux reconnus, évoluant dans tous styles musicaux.
À un mois de la neuvième édition, prévue les 23, 24 et 25 avril 2011, les difficultés financières obligent l'association à prendre la difficile décision d’annuler la prochaine édition et d’arrêter définitivement la série des festivals. Les spectateurs, les artistes, la population, les commerçants et le clergé local regrettent fortement ce coup d'arrêt. 

## Déroulement

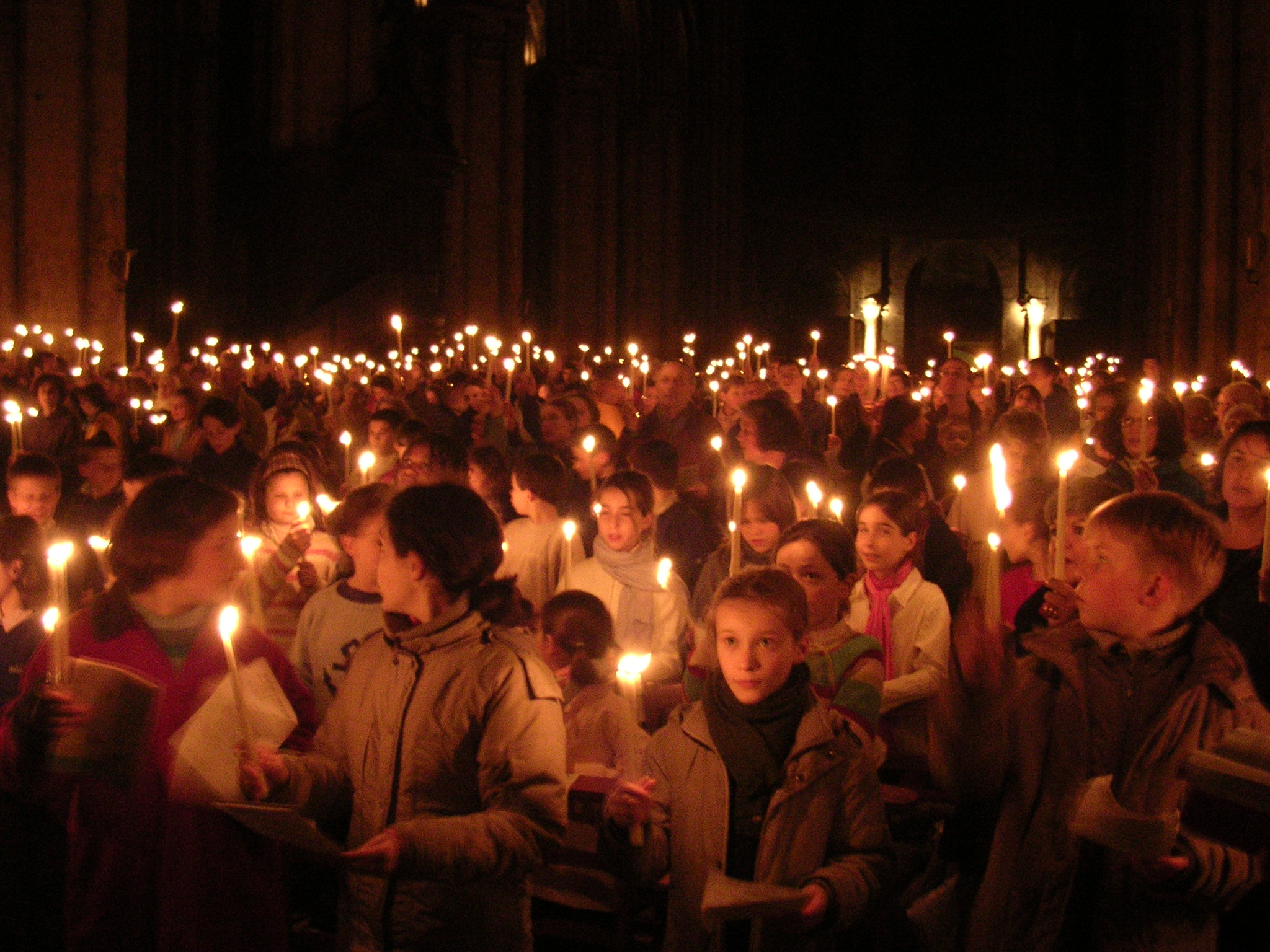
Exultet de la vigile pascale dans la cathédrale Notre-Dame de Chartres durant l'édition 2005 du Festival.

Le Festival donnait une ampleur particulière aux célébrations de Pâques (notamment la vigile pascale), les premières années uniquement dans la cathédrale de Chartres, les années suivantes également dans les autres églises de l'agglomération. 
En centre-ville de Chartres, sous des chapiteaux spécialement montés pour l'occasion et dans les lieux culturels de la ville, étaient donnés des concerts de musique (classique, pop, rock ,variété, chanson, jazz, électro, rap, sacré, etc..), mais aussi des pièces de théâtre, spectacles de danse, spectacles pour enfants. Un salon du livre et de la BD et des animations de rue étaient organisés pour l'occasion. 
Le Festival, chaque année, invitait une tête d'affiche de la chanson française : Michel Delpech, Laurent Voulzy, MC Solaar, Aldebert, etc.)

## Positionnement de l'Église catholique
L’Église catholique montrait un grand intérêt à ce Festival et le suivait de près, notamment en y envoyant chaque année des évêques intéressés par le concept. Notamment, en 2005, Mgr Paul Poupard, président du conseil pontifical de la culture, ce qui avait contribué à la préparation du document La Via pulchritudinis, chemin privilégié d’évangélisation et de dialogue publié par le Vatican le 27 mars 2006. 
Néanmoins, le manque de soutien matériel et financier de l'Eglise de France à l'égard de cette œuvre d'évangélisation nationale (à destination de la jeunesse et du grand public) a été aussi l'une des raisons de la disparition du festival.